# Sébastien Berthe
Pas d'image ? Cliquez ici
Sébastien Berthe (ou Séb Berthe), né à Bruxelles le 2 août 1993, est un grimpeur de pointe et un alpiniste belge spécialiste des ascensions de hautes falaises (big walls) en escalade libre.

## Biographie
Sébastien Berthe, né à Bruxelles le 2 août 1993, a appris l'escalade avec son père qui a par ailleurs ouvert une salle d'escalade à Arlon. En compagnie de son père, il a découvert dans sa jeunesse les falaises de Belgique et d'Europe. Séb Berthe travaille désormais avec Didier Mottard, entraîneur des grimpeurs de haut niveau en Belgique. 
Séb Berthe a fait des études universitaires et a obtenu un diplôme de maître en éducation physique. Il est breveté moniteur initiateur escalade et moniteur Éducateur Escalade (SAE & SNE) pour l'ASBL Escal'pades à Arlon.
Sébastien Berthe s'est spécialisé dans l'escalade de haut niveau, atteignant le 9e degré. En octobre 2016, il a ainsi réussi la première ascension flash de la voie Super Crackinette (9a+) à Saint-Léger-du-Ventoux (France).
En 2019, il est le septième grimpeur à accomplir en escalade libre l'ascension en libre du Nose, voie d'escalade mythique sur le monolithe granitique d'El Capitan dans la Vallée de Yosemite (États-Unis).
En 2023, il relève le défi pour les 70 ans du premier 7a à Fontainebleau, de réaliser 100 blocs de cotation 7a en une journée, avec le grimpeur français Hugo Parmentier. Cette performance dans la forêt de Fontainebleau a été filmée et donne lieu à un court métrage, Bleau dans la peau.
Le 31 janvier 2025, soit trois ans après sa première tentative, il vient à bout en escalade libre et avec Soline Kentzel du Dawn wall, paroi du Yosemite avec 32 longueurs d'une exceptionnelle difficulté dont six au-dessus du 8b+ et les quatorzième et quinzième longueurs cotées 9a.
Pour Sébastien Berthe, faire un effort écologique ajoute de la beauté à ses performances. Il a ainsi effectué des enchaînements de grandes voies d'escalade en les reliant à vélo ou même a choisi en 2021 de traverser l'Atlantique en voilier pour rejoindre les États-Unis et les falaises du Yosémite.
Sébastien Berthe a performé au sein de la Belgian Climbing Team et a pris le rôle de coach juniors au sein du Club alpin belge.

## Ascensions
Parmi ses nombreuses réalisations, l'on retiendra :
- 9a+ Super Crackinette, Saint-Léger-Du-Ventoux.
- The Nose à El Capitan (Yosémite, États-Unis).8c flash Mind control, Oliana.

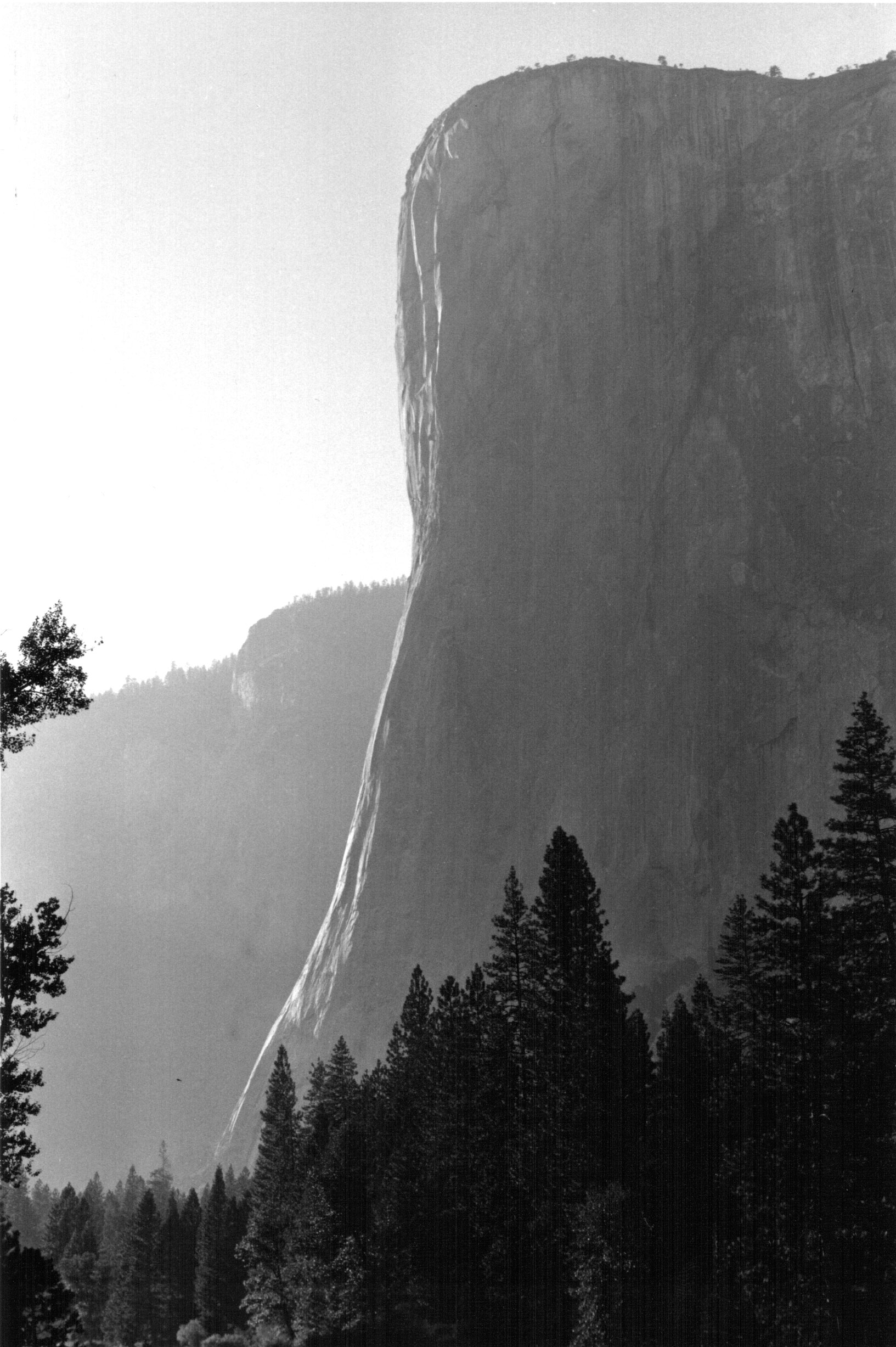
The Nose à El Capitan (Yosémite, États-Unis).

- 8b+ à vue Murder weapon à El Salto.
- The Nose (1000m, 5.14/8b+) d'El Capitan au Yosemite, première ascension libre du bas au sommet.
- 2e ascension d'Arco Iris (250m, 8c+) à Montserrat.
- Première ascension d'Histoire sans fin (250m, 8b+) et Promesse de l’aube (200m, 8c) au Petit Clocher du Portalet.
- La Voie Petit (8b), au Grand Capucin en une journée.
- Fly (500m, 8c) à Lauterbrunnen.
- Enchaînement d'ascensions en libre d'El Capitan (en un jour), Freerider, Golden Gate (record d'ascension en 11 heures) et El Niño.
- Free Heart route, El Capitan, Yosemite - 2e en 6 jours.
- Trilogie alpine en enchaînement (Silbergeier, Kaizer neue kleider, End of Silence) par vélo avec Nicolas Favresse.
- Enchaînements multiples en un jour dans différents massifs montagneux (Odyssée , Eiger en une journée (1200m, 8a+),  Bellavista aux Tre Cime di Lavaredo, Yeah man aux Gastlosen (250, 8b+), Father time en un jour, middle cathedral Yosemite, Headless children ascension flash au Rätikon, Tarrago à Montserrat (200m, 8b+), Carnet d'adresses au Rocher du midi (250m,8b+).
- Deux fois champion de Belgique chez les élites d'escalade (2014 et 2018).
- Troisième ascension en libre du Dawn wall, Yosemite, 2025.

## Filmographie
- Alpine Trilogy -Doggystyle de Solidream avec Nicolas Favresse et Sébastien Berthe, présenté au festival Montagne en Scène (été 2022).
- Cap sur El Cap de Morgan Monchaud et Brian Mathé avec Soline Kentzel, Julia Cassou, Jean-Elie Lugon, Maud de Hemptinne, Loïc Morize, Clovis Roubeix , Baptiste Verdin, production Solidream, 2023.
- Bleau dans la Peau de Jérôme Tanon avec Hugo Parmentier et Sébastien Berthe, présenté au festival Montagne en Scène (été 2024).